# Fedorivka, Cerneahiv
Fedorivka (în ucraineană Федорівка) este un sat în comuna Stîrtî din raionul Cerneahiv, regiunea Jîtomîr, Ucraina.
Localitatea face parte din regiunea istorică Volânia, iar după tratatul de pace de la Riga din 1921 a devenit parte a Uniunii Sovietice.

## Demografie
Componența lingvistică a localității Fedorivka
     Ucraineană (99,62%)
     Alte limbi (0,38%)
Conform recensământului din 2001, majoritatea populației localității Fedorivka era vorbitoare de ucraineană (99,62%), existând în minoritate și vorbitori de alte limbi.